# Siewki
Siewki (Pluvialinae) – monotypowa podrodzina ptaków z rodziny sieweczkowatych (Charadriidae).

## Zasięg występowania
Rodzaj obejmuje gatunki występujące w sezonie lęgowym w Eurazji i Ameryce Północnej, zimujące na wszystkich kontynentach poza Antarktydą.

## Morfologia
Długość ciała 23–31 cm, rozpiętość skrzydeł 60–83 cm; masa ciała 100–395 g.

## Systematyka

### Etymologia
- Pluvialis: epitet gatunkowy Charadrius pluvialis Linnaeus, 1758[a]; łac. pluvialis „związany z deszczem”, od pluvia „deszcz”, od pluere „padać”[7].
- Squatarola: epitet gatunkowy Tringa squatarola Linnaeus, 1758; wenecka nazwa Sgatarola dla jakiegoś gatunku siewki[8]. Gatunek typowy: Squatarola grisea Leach, 1816 (= Tringa squatarola Linnaeus, 1758).

### Podział systematyczny
Do rodzaju należą następujące gatunki:
- Pluvialis squatarola (Linnaeus, 1758) – siewnica
- Pluvialis dominica (Statius Müller, 1776) – siewka szara
- Pluvialis apricaria (Linnaeus, 1758) – siewka złota
- Pluvialis fulva (J.F. Gmelin, 1789) – siewka złotawa